# 3 Drezdeński Pułk Czołgów
3 Drezdeński Pułk Czołgów Średnich (3 pczśr) – oddział wojsk pancernych Wojska Polskiego.

## Historia pułku
Na podstawie rozkazu organizacyjnego Nr 0045/Org. Ministra Obrony Narodowej z dnia 17 maja 1951 i rozkazu organizacyjnego Nr 00600/Org. dowódcy Okręgu Wojskowego Nr IV we Wrocławiu z dnia 14 września 1951, w garnizonie Żagań, w koszarach przy ulicy Szosa Żarska, w terminie do dnia 1 grudnia 1951, sformowany został 22 samodzielny pułk czołgów.
Jednostka organizowana była według skróconego etatu Nr 5/96 o zmniejszonym stanie osobowym, 331 wojskowych i 21 kontraktowych. Utworzenie oddziału powierzone zostało kpt. Stanisławowi Kłosowskiemu. 5 października 1951 gen. dyw. Wsiewołod Strażewski formowanie pułku powierzył dowódcy 11 Dywizji Zmechanizowanej, płk Wiktorowi Jerszowowi. Zgodnie z pierwotnym rozkazem organizacyjnym, w okresie od 1 września do 1 grudnia 1952, pułk miał być doformowany do pełnego etatu Nr 5/96 o stanie osobowym 596 wojskowych i 12 kontraktowych. Do realizacji tego zamierzenia nie doszło. Na podstawie rozkazu organizacyjnego Nr 0082/Org. Ministra Obrony Narodowej z dnia 4 grudnia 1952 dowódca OW IV, w terminie do 15 stycznia 1953, przeformował pułk na nowy etat Nr 5/115 o stanie osobowym, 322 wojskowych i 9 kontraktowych. Etatowa liczba czołgów T-34/85 uległa zmniejszeniu z 63 do 30, a dział pancernych ISU-122 z 18 do 5. Faktycznie, w dniu 10 kwietnia 1952, na ewidencji oddziału pozostawało 6 czołgów T-34/85 i 5 dział pancernych ISU-122. 1 stycznia 1953 stan ewidencyjny podstawowego uzbrojenia został zwiększony i wynosił: 9 czołgów T-34/85 i 8 dział pancernych ISU-122.
Na podstawie rozkazu organizacyjnego Nr 058/Org. Ministra Obrony Narodowej z dnia 2 listopada 1954 pułk podporządkowany został dowódcy 4 Pomorskiej Dywizji Piechoty i przeformowany w 22 pułk czołgów i artylerii pancernej według etatu Nr 1/115 o zwiększonym stanie osobowym, 456 wojskowych i 4 pracowników kontraktowych. 1 grudnia 1953 w pułku sformowana została według dodatkowego etatu Nr 5/115c kompania szkolna czołgów. Na podstawie rozkazu organizacyjnego Nr 0046/Org. Ministra Obrony Narodowej z dnia 29 sierpnia 1955 jednostka przeformowana została na etat Nr 2/191 o stanie osobowym, 580 wojskowych i 12 pracowników kontraktowych.
29 czerwca 1956 o godz. 2.45 pułk przybył z Obozu Ćwiczeń „Wędrzyn” do Poznania. Ześrodkowany na Woli pozostawał przez cały dzień w odwodzie. 30 czerwca 1956, wspólnie z 38 pułkiem piechoty, utrzymywał porządek na trzech trasach marszu konduktów pogrzebowych oraz w rejonie cmentarzy: junikowskiego, miłostowskiego i na Cytadeli. W godzinach rannych 1 lipca 1956 pułk transportem kolejowym wyjechał z Poznania i 3 lipca o godz. 12.00 powrócił do OC „Wędrzyn”.
Na podstawie rozkazu organizacyjnego Nr 0025/Org. Ministra Obrony Narodowej z dnia 2 kwietnia 1957, dowódca Śląskiego Okręgu Wojskowego, w terminie do 15 sierpnia 1957, przeformował jednostkę w 22 pułk czołgów średnich według etatu Nr 2/220 o stanie osobowym, 494 wojskowych i 5 pracowników kontraktowych, i podporządkował dowódcy 19 Dywizji Pancernej w garnizonie Gubin, która równocześnie została przemianowana na 5 Saską Dywizję Pancerną. W 1958 pułk przezbrojony został w czołgi T-55.
1 września 1958 Rada Państwa nadała pułkowi sztandar jako symbol niezłomnej wierności dla Polskiej Rzeczypospolitej Ludowej, honoru, męstwa, sławy wojennej i tradycji jednostki wojskowej. 18 stycznia 1959 w Żaganiu, szef Sztabu ŚOW, gen. bryg. Włodzimierz Kopijkowski dokonał uroczystego wręczenia sztandaru ufundowanego przez robotników łódzkich zakładów pracy. 14 czerwca 1959 jednostka po raz pierwszy obchodziła święto pułku.
Na podstawie zarządzenia Nr 066/Org. szefa Sztabu Generalnego WP z dnia 11 sierpnia 1961, rozkazu Nr 03/Org. dowódcy Śląskiego Okręgu Wojskowego z dnia 24 sierpnia 1961 i zarządzenia Nr 044/Sztab. szefa sztabu 5 Saskiej Dywizji Pancernej z dnia 30 sierpnia 1961 pułk, w celu zachowania tradycji historycznej kontynuowanej dotychczas przez 34 Drezdeński batalion czołgów ciężkich, otrzymał nazwę wyróżniającą "Drezdeński".
Na podstawie zarządzenia Nr 057/Org. szefa Sztabu Generalnego WP z dnia 8 kwietnia 1963, zarządzenia Nr 021/Org. szefa Sztabu Śląskiego Okręgu Wojskowego z dnia 3 maja 1963 i rozkazu organizacyjnego Nr 074 dowódcy 11 Dywizji Zmechanizowanej z dnia 20 maja 1963 22 Drezdeński pułk czołgów średnich wyłączony został ze składu 5 Saskiej Dywizji Pancernej, podporządkowany dowódcy 11 Dywizji Pancernej i przeformowany na etat Nr 5/283 o stanie osobowym, 773 żołnierzy i 9 pracowników cywilnych. 9 maja 1963 odbyło się uroczyste przyjęcie pułku w podporządkowanie 11 DPanc.
W 1965 jednostka wyróżniona została złotą odznaką "Honorowy Dawca Krwi". 22 lipca 1966 w Warszawie 2 kompania czołgów wzięła udział w Defiladzie 1000 Lecia Państwa Polskiego. W tym samym czasie pułk uhonorowany został Odznaką 1000 Lecia Państwa Polskiego.
Na podstawie rozkazu Nr 07/MON Ministra Obrony Narodowej z dnia 4 maja 1967 w sprawie przekazania jednostkom wojskowym historycznych nazw i numerów oddziałów frontowych oraz ustanowienia dorocznych świąt jednostek, oddział przyjął tradycje 3 Brygady Pancernej i przemianowany został na 3 Drezdeński Pułk Czołgów Średnich.
Od 27 lipca do 10 października 1968 pułk uczestniczył w Operacji „Dunaj”. Na podstawie zarządzenia Nr 047/Org. szefa Sztabu Generalnego WP z dnia 5 listopada 1969 i rozkazu Nr 0152 dowódcy 11 Drezdeńskiej Dywizji Pancernej z dnia 18 listopada 1969 oddział, noszący wówczas numer identyfikacyjny 30-0-13, przeformowany został w terminie do 14 lutego 1970 z etatu Nr 30/042 na etat wojenno-pokojowy Nr 30/117 o stanie osobowym, 797 żołnierzy i 9 pracowników cywilnych. 9 maja 1971 sztandar pułku, kontynuującego bojowe tradycje 3 Brygady Pancernej, odznaczony został Orderem Krzyża Grunwaldu III klasy.
13 grudnia 1981 pułk, w alarmie, przegrupowany został do Mrozowa, z którego prowadził bezpośrednie działania we Wrocławiu, związane z wprowadzeniem stanu wojennego. 7 stycznia 1982 oddział powrócił do Żagania. Od 1986 jeden z trzech batalionów pułku uzbrojony został w czołgi T-72.
Na podstawie rozkazu Nr 0101/Org. Ministra Obrony Narodowej z dnia 25 sierpnia 1989, zarządzenia Nr 0111/Org. szefa sztabu Generalnego WP z dnia 15 września 1989 i zarządzenia Nr 073/Org. szefa Sztabu Śląskiego Okręgu Wojskowego z dnia 3 października 1989 pułk rozformowany został w terminie do 31 marca 1990. W tym czasie jednostka funkcjonowała w oparciu o etat Nr 30/268/0 z wykazem dodatkowym nr 4. 22 listopada 1989 uroczyście pożegnany został sztandar pułku. 29 marca 1990 ppłk dypl. Zbigniew Kowalski podpisał ostatni rozkaz dzienny nr pf-63/90.
27 lutego 2006 Sąd Okręgowy w Zielonej Górze wydał postanowienie o rejestracji Stowarzyszenia Żołnierzy i Pracowników Wojska 3 Drezdeńskiego pułku czołgów średnich. 13 maja 2006 odbył się I Zjazd Stowarzyszenia, w którym uczestniczyło 125 osób. 11 maja 2007 sztandar 22 Drezdeńskiego Pułku Czołgów Średnich, wypożyczony z Muzeum Wojska Polskiego w Warszawie, powrócił do Żagania i zdeponowany został w 34 Brygadzie Kawalerii Pancernej.

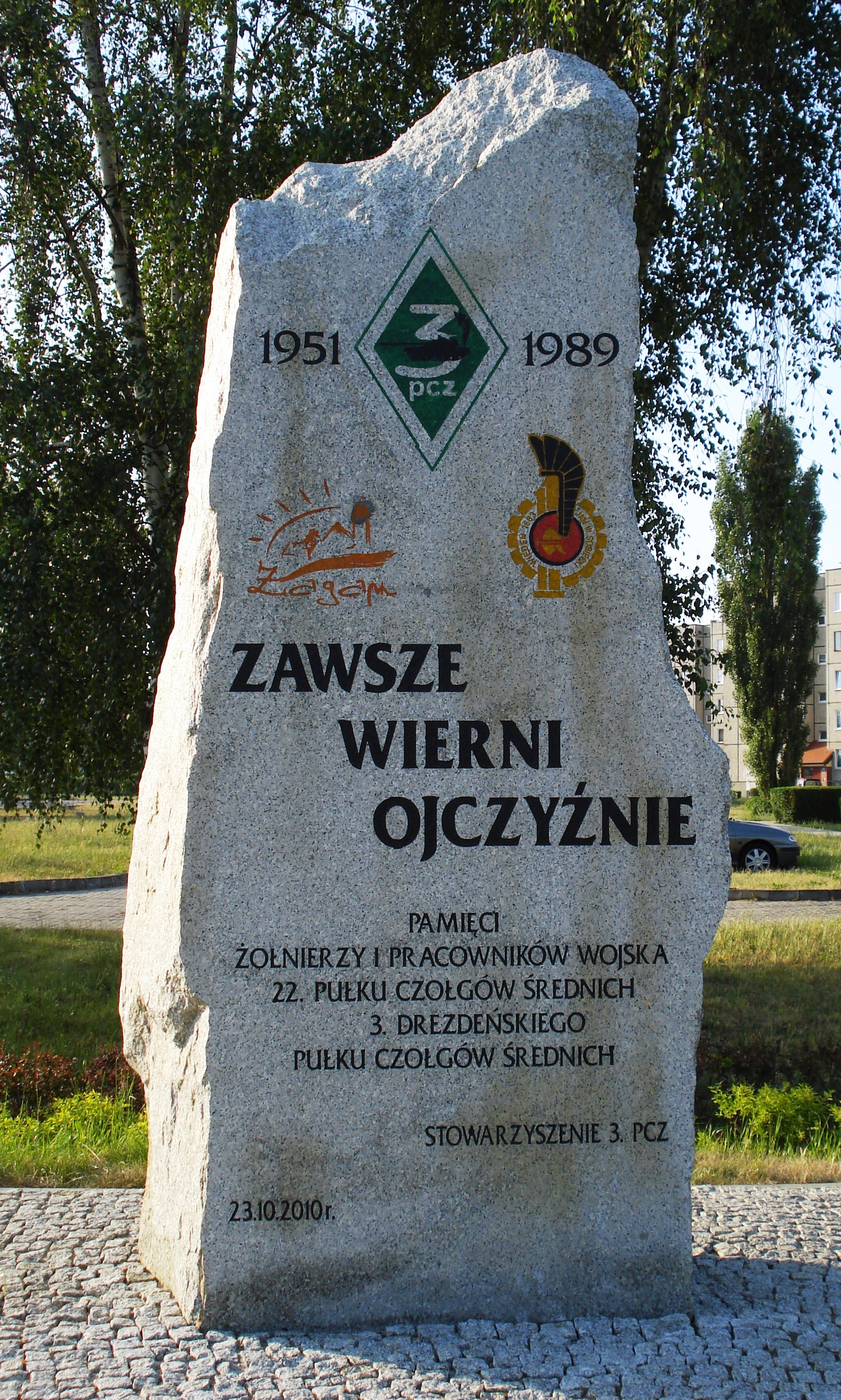
"Zawsze Wierni Ojczyźnie"

## Kadra 3 (22) Drezdeńskiego Pułku Czołgów Średnich
| Dowódcy kpt./mjr Stanisław Kłosowski (1951–1953) mjr Zdzisław Tarczyński (1953–1955) mjr/ppłk Roman Lalik (1955–1958) ppłk dypl. Mieczysław Haber (1958–1960) płk dypl. Rudolf Szczepanik (1960–1962) ppłk dypl. Edward Głuszczyk (1963–1965) mjr dypl. Tadeusz Matejko (1966–1967) mjr/płk dypl. Józef Żywicki (1967–1972) mjr/ppłk dypl. Edmund Bołociuch (1972–1975) mjr/ppłk dypl. Marian Kapała (1975–1979) mjr/ppłk dypl. Zdzisław Łaski (1979–1984) mjr/ppłk dypl. Zbigniew Kowalski (1984–1990) Oficerowie Leon Komornicki Kazimierz Bogdanowicz | Szefowie sztabu kpt./mjr Witold Popławski (1951–1954) mjr Jan Lachman (1954–1955) kpt. Bronisław Andrzejewski (1955–1956) mjr/ppłk dypl. Mieczysław Haber (1956–1958) ppłk dypl. Kazimierz Zadrożny (1958–1959) kpt./mjr dypl. Stanisław Nagórski (1959–1962) mjr dypl. Aleksy Sułek (1962–1964) kpt. dypl. Zdzisław Żurawski (1965) kpt./mjr dypl. Tadeusz Matejko (1965–1966) mjr/ppłk dypl. Edward Mikicki (1966–1970) kpt./mjr dypl. Edmund Bołociuch (1970–1972) mjr dypl. Adolf Lizak (1972–1973) mjr dypl. Stanisław Sienkiewicz (1973) kpt. dypl. Ryszard Konopka (1973–1975) kpt./mjr dypl. Roman Sikora (1975–1977) kpt./mjr dypl. Stefan Kozina (1977–1978) kpt./mjr dypl. Czesław Piątas (1978–1980) mjr dypl. Zdzisław Kazimierski (1980–1982) kpt./mjr dypl. Kazimierz Nawrot (1982–1985) mjr dypl. Andrzej Smarzyński (1985–1989) mjr dypl. Jan Bykowski (1989–1990) |

## Struktura organizacyjna pułku w latach 80. XX w.
Dowództwo
- sztab
- 5 kompanii czołgów

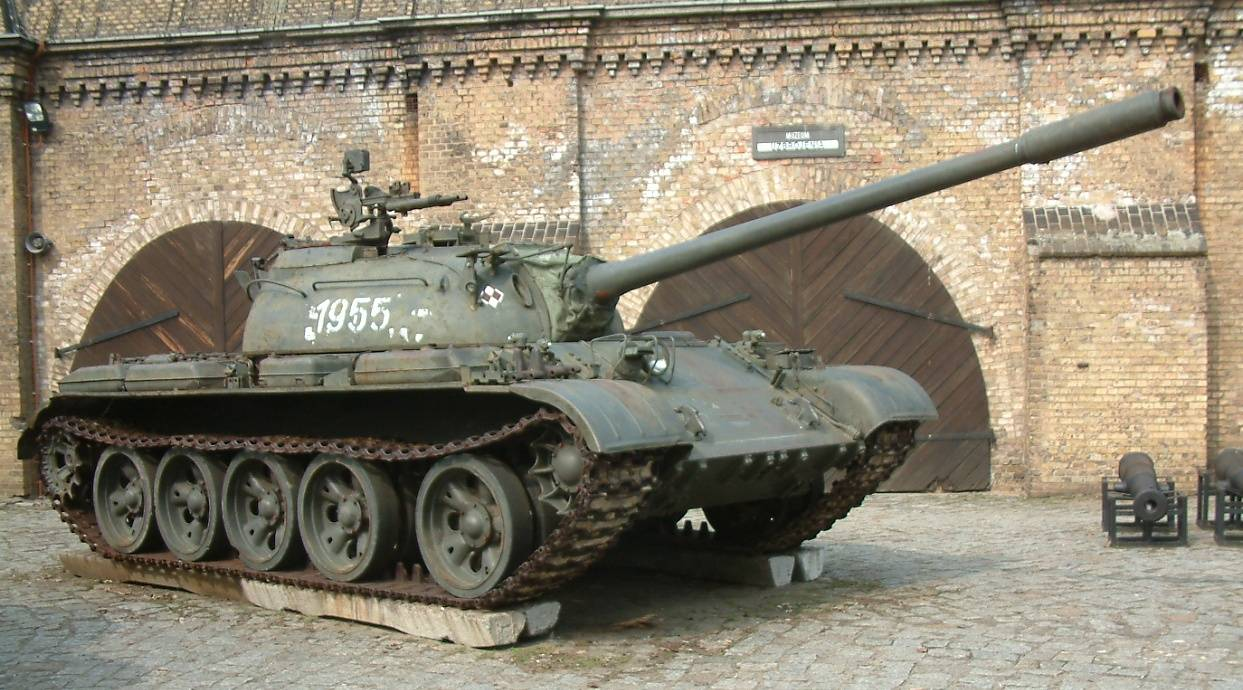
T-55 – ten typ czołgu był na wyposażeniu pułku do połowy lat 80.

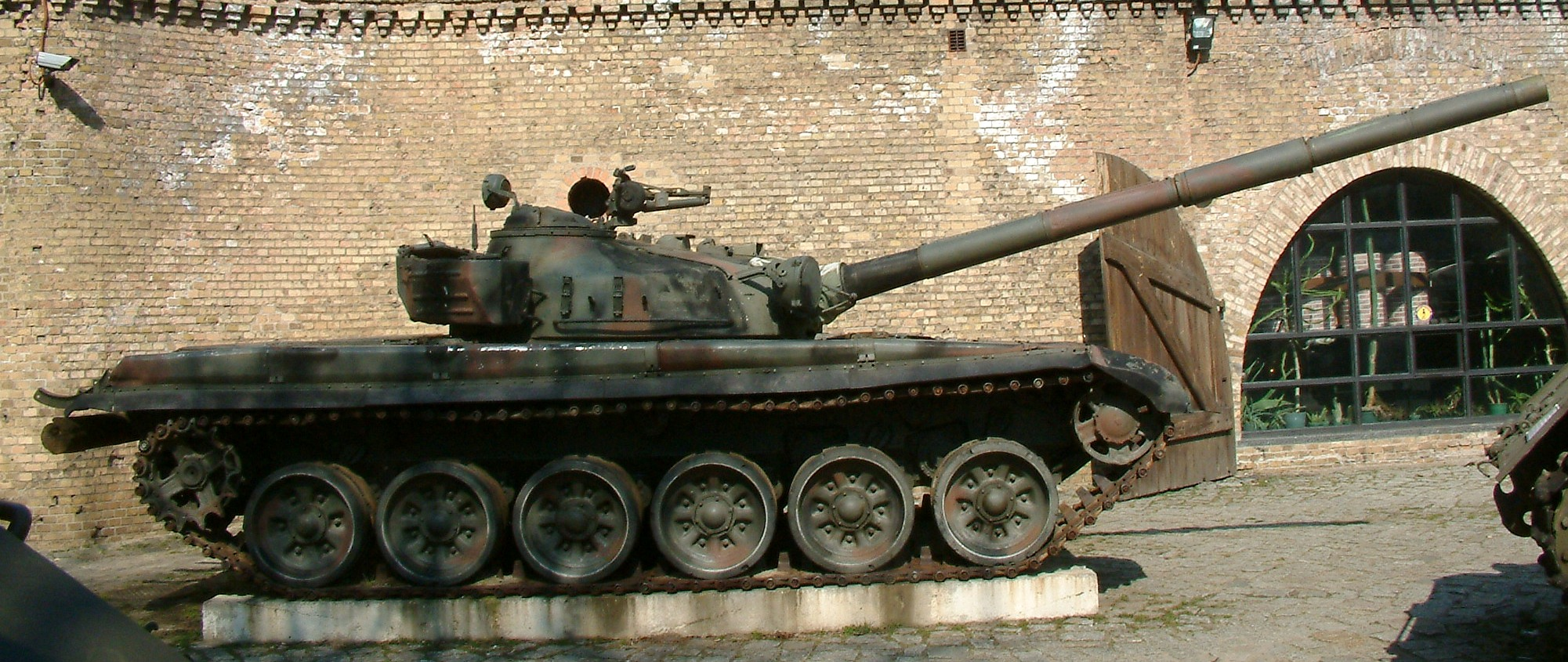
T-72 – ten typ czołgu był na wyposażeniu pułku po 1985

W połowie lat 80. XX w. przeformowany na strukturę batalionową
- 3x batalion czołgów
- kompania zmechanizowana
- bateria plot
- kompania rozpoznawcza
- kompania saperów
- kompania łączności
- kompania medyczna
- kompania remontowa
- kompania zaopatrzenia
- pluton ochrony i regulacji ruchu
- pluton chemiczny